# سباق الجائزة الكبرى للدراجات النارية موسم 1990
سباق الجائزة الكبرى للدراجات النارية موسم 1990 كان النسخة الـ 42 من بطولة العالم التي نظمها الاتحاد الدولي للدراجات النارية. تكون الموسم من 15 سباقا بدأ بجائزة اليابان الكبرى للدراجات النارية وانتهى بجائزة أستراليا الكبرى للدراجات النارية. كان وين ريني بطل الموسم لفئة 500 سي سي.

## النتائج
| الجولة | السباق                                         | المكان                           | الفائز بفئة 125 | الفائز بفئة 250 | الفائز بفئة 500 | التقرير |
| ------ | ---------------------------------------------- | -------------------------------- | --------------- | --------------- | --------------- | ------- |
| 1      | جائزة اليابان الكبرى للدراجات النارية          | حلبة سوزوكا                      | هانز سبان       | لوكا كادالورا   | وين ريني        | التقرير |
| 2      | جائزة الولايات المتحدة الكبرى للدراجات النارية | حلبة لاغونا سيكا                 | لا يوجد         | جون كوسينسكي    | وين ريني        | التقرير |
| 3      | جائزة إسبانيا الكبرى للدراجات النارية          | حلبة خيريز                       | خورخي مارتينيز  | جون كوسينسكي    | واين غاردنر     | التقرير |
| 4      | جائزة إيطاليا الكبرى للدراجات النارية          | حلبة ميزانو الدولية              | خورخي مارتينيز  | جون كوسينسكي    | وين ريني        | التقرير |
| 5      | جائزة ألمانيا الكبرى للدراجات النارية          | حلبة نوربورغرينغ                 | دوريانو رومبوني | ويلكو زيلينبيرج | كيفن شوانتز     | التقرير |
| 6      | جائزة النمسا الكبرى                            | سالزبرجرينج                      | خورخي مارتينيز  | لوكا كادالورا   | كيفن شوانتز     | التقرير |
| 7      | جائزة يوغوسلافيا الكبرى للدراجات النارية       | رييكا                            | ستيفان برين     | كارلوس كاردوس   | وين ريني        | التقرير |
| 8      | كأس هولندا السياحية                            | حلبة أسن تي تي                   | دوريانو رومبوني | جون كوسينسكي    | كيفن شوانتز     | التقرير |
| 9      | جائزة بلجيكا الكبرى                            | حلبة دي سبا فرانكورشومب          | هانز سبان       | جون كوسينسكي    | وين ريني        | التقرير |
| 10     | جائزة فرنسا الكبرى للدراجات النارية            | حلبة دي لا سارث                  | هانز سبان       | كارلوس كاردوس   | كيفن شوانتز     | التقرير |
| 11     | جائزة بريطانيا الكبرى للدراجات النارية         | دونينجتون بارك                   | لوريس كابيروسي  | لوكا كادالورا   | كيفن شوانتز     | التقرير |
| 12     | جائزة السويد الكبرى للدراجات النارية           | حلبة أندرستورب                   | هانز سبان       | كارلوس كاردوس   | وين ريني        | التقرير |
| 13     | جائزة التشيك الكبرى للدراجات النارية           | حلبة برنو                        | هانز سبان       | كارلوس كاردوس   | وين ريني        | التقرير |
| 14     | جائزة المجر الكبرى للدراجات النارية            | حلبة المجر                       | لوريس كابيروسي  | جون كوسينسكي    | ميك دوهان       | التقرير |
| 15     | جائزة أستراليا الكبرى للدراجات النارية         | حلبة الجائزة الكبرى بجزيرة فيليب | لوريس كابيروسي  | جون كوسينسكي    | واين غاردنر     | التقرير |